# Línea de alta velocidad León-Asturias
La línea de alta velocidad León-Asturias, anteriormente denominada línea de alta velocidad León-Gijón, es una línea de altas prestaciones parcialmente en funcionamiento que comunica la estación de León con las estaciones asturianas de Oviedo y Gijón, atravesando la cordillera Cantábrica mediante la variante de Pajares.
Constituye parte del ramal norte/noroeste del corredor Atlántico, por lo que el trazado se diseñó inicialmente de acuerdo con las especificaciones técnicas de interoperabilidad de la Unión Europea para líneas ferroviarias de alta velocidad, es decir, con doble vía de ancho internacional (1435 mm), electrificación a 25 kV AC y sistema de control ERTMS. Sin embargo, las modificaciones posteriores conllevaron a que la construcción actual la convierta en la línea de altas prestaciones con la velocidad media más lenta de España.

## Tramos de la línea
| Tramo                                                             | Kilómetros | Estado (fecha BOE)               | Plazo ejecución |
| ----------------------------------------------------------------- | ---------- | -------------------------------- | --------------- |
| León - La Robla                                                   | 21         | En obras                         | Sin fecha       |
| La Robla - Túneles de Pajares                                     | 9,4        | En servicio (29/11/2023)         | 20 años         |
| Pola de Gordón - Folledo (Túneles de Pajares I)                   | 10,7       | En servicio (29/11/2023)         | 20 años         |
| Folledo - Viadangos de Arbas (Túneles de Pajares II)              | 3,9        | En servicio (29/11/2023)         | 20 años         |
| Viadangos de Arbas - Telledo, túnel este (Túneles de Pajares III) | 10,4       | En servicio (29/11/2023)         | 20 años         |
| Viadangos de Arbas - Telledo, túnel oeste (Túneles de Pajares IV) | 10,4       | En servicio (29/11/2023)         | 20 años         |
| Túneles de Pajares - Sotiello                                     | 6,1        | En servicio (29/11/2023)         | 20 años         |
| Sotiello - Campomanes                                             | 4,3        | En servicio (29/11/2023)         | 20 años         |
| Campomanes - Pola de Lena                                         | 4,9        | En servicio (29/11/2023)         | 20 años         |
| Pola de Lena - Oviedo                                             |            | Estudio descartado temporalmente | -               |
| Oviedo - Gijón/Avilés                                             |            | Estudio descartado temporalmente | -               |

### León-La Robla
El enlace con la línea de alta velocidad Valladolid-Palencia-León mediante el tramo entre León y La Robla se diseñó, al igual que toda la LAV, de acuerdo con las especificaciones técnicas de interoperabilidad de la Unión Europea para líneas ferroviarias de alta velocidad, pero se modificó posteriormente y la obra actualmente en ejecución solo contempla la implantación de un triple carril de vía sobre el trazado existente de la línea Venta de Baños-Gijón que permite una velocidad máxima de solamente 160 kilómetros por hora.

### La Robla-Pola de Lena
Tras el descarte del proyecto inicial en los tramos León-La Robla y Pola de Lena-Gijón de la LAV, se decidió que el tubo occidental del túnel de Pajares se construyese con triple carril, mientras que el tubo oriental es de ancho ibérico, para enlazar con el triple carril en La Robla y permitir a los trenes seguir su trayecto en ancho ibérico de Pola de Lena a Gijón. En Campomanes se instaló un punto de cambio de ancho y un apartadero ferroviario (PAET).

### Pola de Lena-Gijón
El Plan Estratégico de Infraestructuras y Transporte 2012-24 preveía un nuevo trazado exclusivo para servicios de alta velocidad entre Pola de Lena, Oviedo y Gijón. El Ministerio de Fomento sometió el 9 de abril de 2015 a información pública el estudio informativo del tramo Oviedo-Gijón/Avilés aprobado por la Dirección General de Ferrocarriles el 27 de marzo de 2015, y el 9 de julio del mismo año el del tramo Pola de Lena-Oviedo, pero ambas actuaciones fueron archivadas en 2018.
Tras la apertura de la variante de Pajares, los trenes circulan en ancho internacional hasta el cambiador de ancho de Campomanes y se incorporan a la línea de ancho ibérico Venta de Baños-Gijón hasta las estaciones de Oviedo y Gijón. Esta línea convencional necesitaría una serie de reformas y mejoras para recortar los tiempos de viaje, incluso aunque se mantenga sin doble vía y en ancho ibérico. Se ha propuesto la construcción de una nueva "Y" ferroviaria para evitar el cuello de botella de Villabona, que se encuentra prácticamente saturado. Sin embargo, esta actuación está actualmente paralizada.

## Servicios de pasajeros
El único operador de la línea es Renfe Viajeros. 
Tras la apertura de la variante de Pajares, comenzó ofertando 4 servicios diarios de Alvia (dos a Madrid, uno a Alicante y uno a Castellón) y un servicio por sentido de Intercity los viernes (dirección Asturias) y domingos (dirección Madrid), utilizando trenes de las series 120 y 130. Los Alvia hacen el recorrido Gijón-Madrid en tiempos de entre 3:47 y 3:58 horas, según las paradas, y el Intercity en 3:40, mientras que el recorrido Oviedo-Madrid tarda entre 3:19 y 3:30 en Alvia y 3:12 en Intercity, lo que supone una mejora de tiempos de viaje de entre 1:03 y 1:19 horas con respecto a los que había antes de la apertura de la variante.
El 21 de mayo de 2024 comenzó a ofertar el servicio Renfe AVE con los trenes de la Serie 106, con dos frecuencias por sentido comunicando Gijón con Madrid (una de ellas como servicio pasante hasta Castellón). La oferta de servicios comerciales mantiene otros dos servicios Alvia en cada sentido, uno con Madrid como destino, y el segundo como tren pasante hasta Alicante.